# 13 (álbum de Black Sabbath)
13 es el decimonoveno y último álbum de estudio de la banda británica de heavy metal Black Sabbath, editado en 2013. 
Este trabajo fue lanzado el 7 de junio de ese año en Europa y el 11 de junio en Norteamérica; fue publicado por Republic Records para EE. UU., y por Vertigo Records para el resto del mundo.
Este es el primer álbum de estudio realizado por la banda desde Forbidden (1995), y el primer álbum con el cantante original Ozzy Osbourne y el bajista Geezer Butler desde el doble en vivo Reunion, de 1998. 
Es también el primer trabajo en estudio con Osbourne desde Never Say Die! (1978), y con Butler desde Cross Purposes (1994), marcando el esperado retorno a los estudios con Ozzy para un disco de larga duración, no obstante el baterista original Bill Ward no esta presente en álbum y en su lugar fue reemplazado por Brad Wilk (Tommy Clufetos para la gira de promoción).

## Lista de canciones
Todas las letras escritas por Geezer Butler, toda la música compuesta por Tony Iommi,  y Ozzy Osbourne.. 
| Edición estándar |                        |          |  |
| N.º              | Título                 | Duración |  |
| 1.               | «End of the Beginning» | 8:05     |  |
| 2.               | «God Is Dead?»         | 8:52     |  |
| 3.               | «Loner»                | 4:59     |  |
| 4.               | «Zeitgeist»            | 4:37     |  |
| 5.               | «Age of Reason»        | 7:01     |  |
| 6.               | «Live Forever»         | 4:46     |  |
| 7.               | «Damaged Soul»         | 7:51     |  |
| 8.               | «Dear Father»          | 7:20     |  |

| Edición especial con bonus tracks |                 |          |  |
| N.º                               | Título          | Duración |  |
| 9.                                | «Methademic»    | 5:57     |  |
| 10.                               | «Peace of Mind» | 3:40     |  |
| 11.                               | «Pariah»        | 5:34     |  |

| Spotify bonus tracks |                                        |          |  |
| N.º                  | Título                                 | Duración |  |
| 9.                   | «Methademic»                           | 5:57     |  |
| 10.                  | «Peace of Mind»                        | 3:40     |  |
| 11.                  | «Pariah»                               | 5:34     |  |
| 12.                  | «Dirty Women» (Live in Australia 2013) | 7:21     |  |

| Best Buy bonus disc |                    |          |  |
| N.º                 | Título             | Duración |  |
| 1.                  | «Methademic»       | 5:57     |  |
| 2.                  | «Peace of Mind»    | 3:40     |  |
| 3.                  | «Pariah»           | 5:34     |  |
| 4.                  | «Naïveté in Black» | 3:50     |  |

## Posicionamiento
| País           | Lista (2006)                      | Mejor posición | Ref.   |
| -------------- | --------------------------------- | -------------- | ------ |
| Alemania       | Media Control Charts              | 1              | [ 9 ]  |
| Austria        | Ö3 Austria Top 40                 | 2              | [ 9 ]  |
| Australia      | Ranking Australiano               | 4              | [ 9 ]  |
| Bélgica        | Ranking Belga (Flandes) (Flandes) | 58             | [ 9 ]  |
| Bélgica        | Ranking Belga (Valonia) (Valonia) | 43             | [ 9 ]  |
| Canadá         | Ranking Canadiense                | 1              | [ 10 ] |
| España         | PROMUSICAE                        | 4              | [ 11 ] |
| Estados Unidos | Billboard 200                     | 1              | [ 12 ] |
| Finlandia      | Ranking Finés                     | 3              | [ 9 ]  |
| Irlanda        | Ranking Irlandés                  | 5              | [ 13 ] |
| Noruega        | Ranking Noruego                   | 3              | [ 9 ]  |
| Nueva Zelanda  | NZ Albums Chart                   | 1              | [ 9 ]  |
| Países Bajos   | Ranking Neerlandés                | 10             | [ 9 ]  |
| Portugal       | Ranking Portugués                 | 9              | [ 9 ]  |
| Reino Unido    | UK Albums Chart                   | 1              | [ 14 ] |
| Suecia         | Ranking Sueco                     | 37             | [ 9 ]  |
| Suiza          | Ranking Suizo                     | 1              | [ 9 ]  |

## Créditos
- Ozzy Osbourne - Voz

- Tony Iommi - Guitarra

- Geezer Butler - Bajo

- Brad Wilk - Batería